# Râul Ungureni, Geamărtălui
Râul Ungureni sau Râul Băleasa este un curs de apă, afluent al râului Geamărtălui. 